# Pretzsch (Elbe)

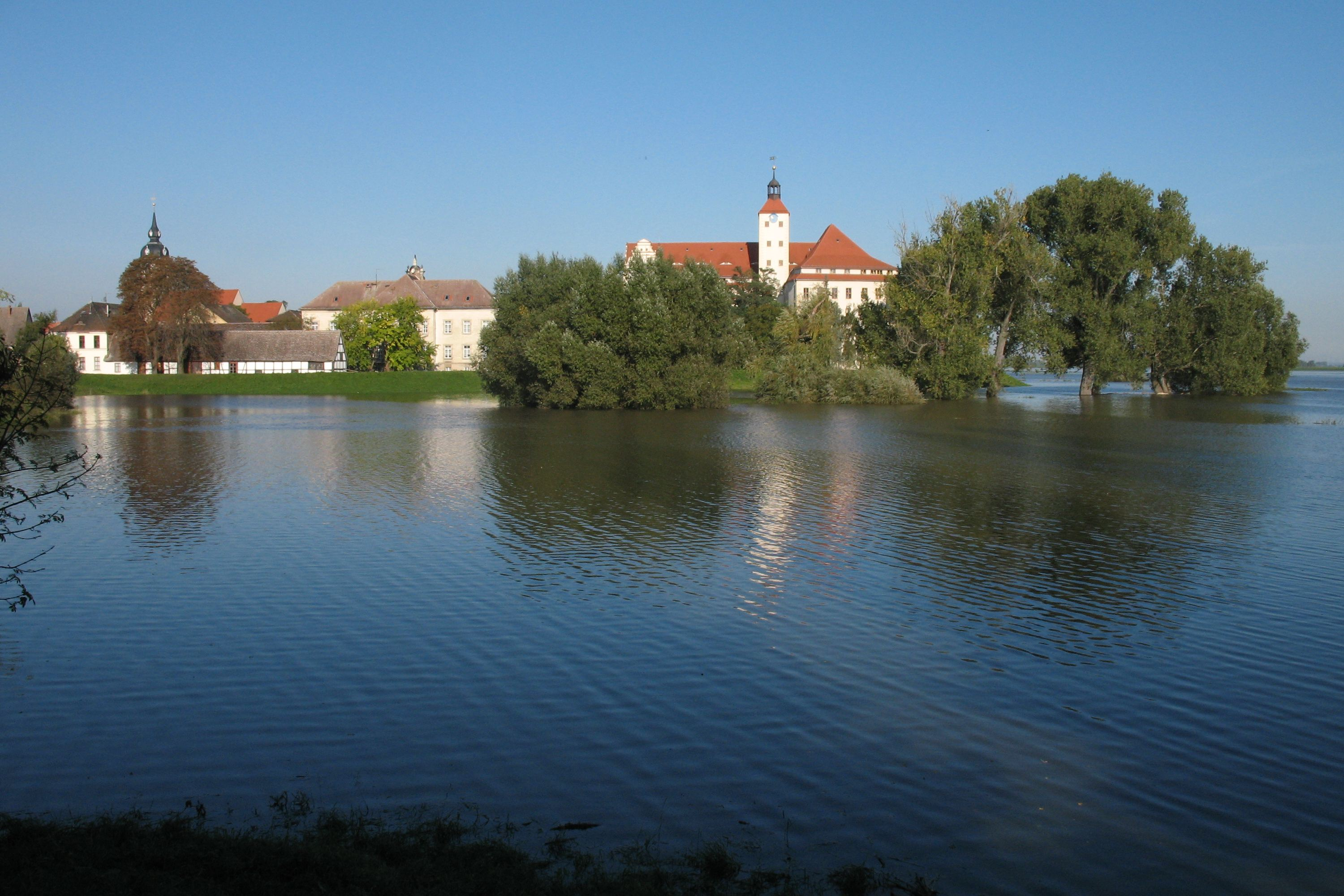

Pretzsch (Elbe) is een ortsteil van de stad Bad Schmiedeberg in de Duitse deelstaat Saksen-Anhalt. Tot 1 juli 2009 was Pretzsch (Elbe) een zelfstandige stad in de Landkreis Wittenberg.
Pretzsch is de geboorteplaats van Friedrich Wieck, de vader van Clara Wieck, de latere vrouw van Robert Schumann.